# Pedro Moncayo y Esparza
Pedro Moncayo y Esparza (Ibarra, 29 de junio de 1804-Valparaíso, febrero de 1888) fue un abogado, orador, político, diplomático, periodista y publicista ecuatoriano. Destacó en la política del siglo XIX junto a figuras importantes como Pedro Carbo y Juan Montalvo. Se opuso al concordato y luchó por implantar el laicismo en Ecuador. Como historiador dedicó su vida a la publicación de su obra titulada "El Ecuador de 1825 a 1875: sus hombres, sus instituciones y sus leyes." que se editaría al final de su vida y es uno de los documentos más importantes sobre la historia del siglo XIX de este país.

## Biografía

### Primeros años
Nacido en Ibarra, Imperio Español en 1807, el día 29 de junio.Sus padres fueron Tomás Moncayo Navarrete y María Esparza Páez.
Empezó su carrera pública como periodista. En 1833 fue uno de los principales redactores de El Quiteño Libre, periódico liberal que vio la luz ese mismo año y que combatía al gobierno del presidente Juan José Flores. Desterrado por Flores, hallándose emigrado en Perú, redactó en Piura el periódico titulado La Linterna Mágica, publicación destinada a combatir el gobierno floreano.
Regresó al Ecuador en 1845, cuándo a raíz de la Revolución marcista, el gobierno floreano cayó.

### Vida política
En 1847 formó parte de la Cámara de Diputados de su país y redactó un nuevo periódico titulado El Progresista. Formó parte de varios Congresos constituyentes de Ecuador y en las convenciones de Cuenca y Guayaquil. En la esfera administrativa, Moncayo se encargó de negocios del Ecuador en Francia, así como fue ministro plenipotenciario en el Perú, especialmente encargado de arreglar la cuestión fronteriza entre ambos países.
En 1858 formó parte de la Cámara de Senadores, donde fue uno de los principales opositores del presidente Francisco Robles. Fue nuevamente desterrado fijando su residencia en el Perú.
En 1862 se trasladó a Chile, donde ejerció la profesión de abogado. En 1870 publicó un folleto político titulado El 1º de agosto y el ciudadano Vicente Rocafuerte, en el cual habría expuesto sus ideas liberales. También publicó un trabajo titulado Carta de Imbabura. Donó a su ciudad natal unos centenares de libros, con el objetivo de fundar una biblioteca pública. En la década de 1880, publicó El Ecuador 1825-1875.

## Fallecimiento
Falleció en 1888, en Valparaíso, el día 3 o 27 de febrero.

## Legado

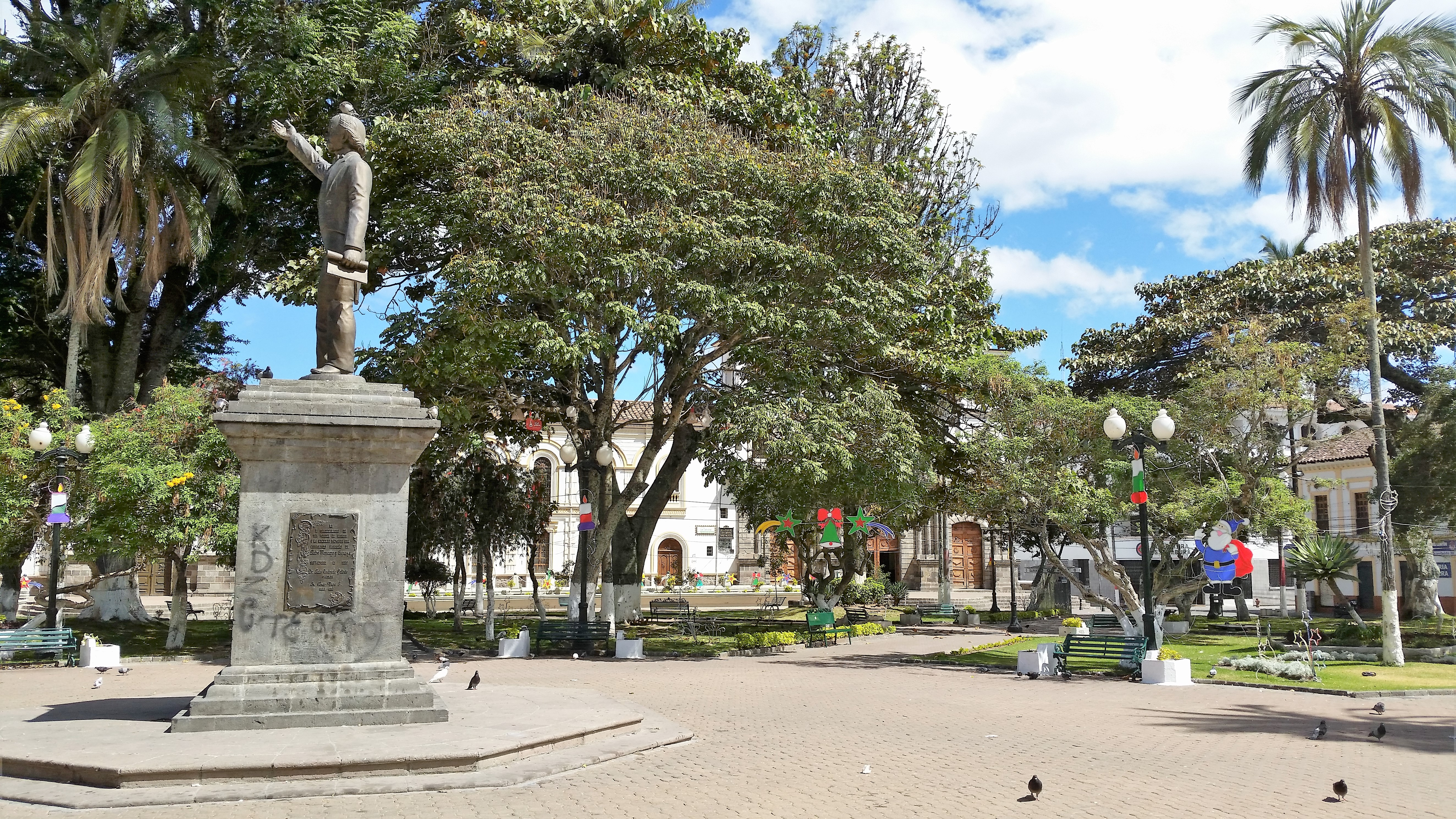
Parque Central Pedro Moncayo, Ibarra

Fue comparado con Juan Montalvo como uno de los grandes políticos liberales del siglo XIX. El primero enfocado en las letras primero la política después, el segundo en la política primero, y posteriormente las letras. Fue además, junto con Pedro Carbo uno de los principales opositores políticos de Gabriel García Moreno. Sus escritos, su prestigio y su peso en la política tuvieron mucho peso en ayudar a poner fin al garcianismo, como se llamó esta época en la historia política de Ecuador. Por esta razón pertenece a la segunda generación de grandes políticos de Ecuador, que nacería después de que los héroes de la independencia habían pasado. Se dedicó un libro a su memoria titulado "La vida de don Pedro Moncayo" y que resume su legado de la siguiente manera:

Combatientes de esta estirpe (Moncayo y Montalvo) tenían que sufrir el rencor vengativo de las oligarquías, las torturas de la incomprensión, las angustias del inadaptado dentro de la ingratitud del medio. Y, por reacción natural, se abroquelaron en una orgullosa soledad, reacios a la fortuna o a la dádiva, lamentando en su interior, con lamento desilusionado y como apostólico, por la visión de nuestra democracia anarquizada en su misma adolescencia. Y como derrocaron cesarismos, fueron agredidos también con saña atroz, con crueldad sin par. Mas, cada uno de ellos pudo exclamar exactamente la frase de ese gran espíritu que fue (Juan Bautista) Alberdi: "la injuria de esa rabia cae sobre mi vida como la lluvia sobre el mármol: para blanquearlo".
La vida de don Pedro Moncayo - José M. Leoro

## Obras

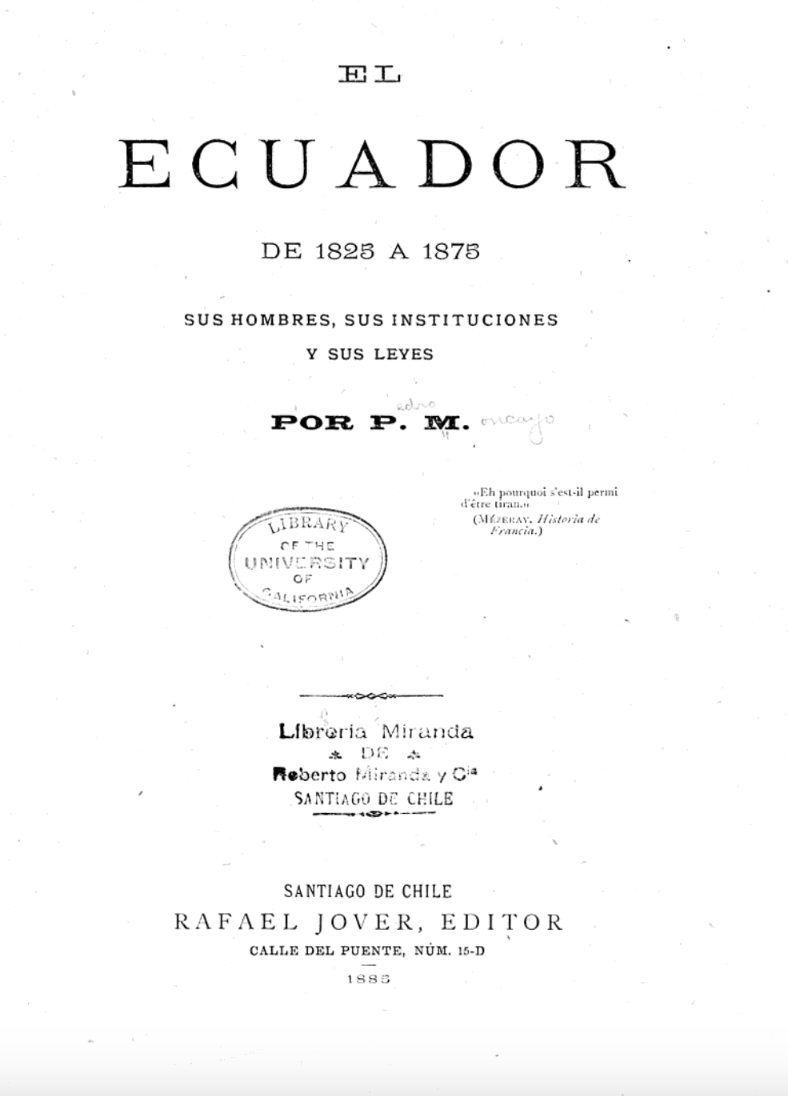
"El Ecuador de 1825 a 1875, sus hombres, sus instituciones y sus leyes" obra principal de Pedro Moncayo

Publicó tres grandes libros durante su vida, la "Ojeada sobre las Repúblicas Sudamericanas", donde analiza a Venezuela, Colombia, Ecuador, Perú y Bolivia. En este ensayo hace gala de sus conocimientos de filosofía, política e historia, en un formato que mantendría a futuro en sus siguientes publicaciones. Un año después escribiría el libro titulado "Colombia y El Brasil, Colombia y El Perú", donde analiza asimismo la historia y geografía de estos países enfocándose en la historia limítrofe que surgiría a partir de las independencias. Sin embargo su obra más importante es sin duda "El Ecuador de 1825 a 1875: sus hombres, sus instituciones y sus leyes", que sería una de las publicaciones más importantes de la historia de Ecuador en el siglo XIX. Comparable con la historia del Ecuador de Pedro Fermín Cevallos o el "Bosquejo Historico de la Republica del Ecuador" que publicaría Francisco Aguirre Abad. En este momento de Ecuador todavía no se había publicado una historia oficial de este país, que sería hecho finalmente por Federico González Suárez años más tarde, por lo que estas tres obras son precursoras e importantes fuentes de investigación historiográfica.

### Libros
- Ojeada sobre las Repúblicas Sud-Americanas, tomada de la Revista del Pacífico. Imprenta y librería del Mercurio. Valparaíso, 1861 - 366 p.
- Colombia y El Brasil, Colombia y El Perú. Cuestión de límites. Imprenta y Librería del Mercurio. Valparaíso, 1862 - 125 p.
- El Ecuador de 1825 a 1875: sus hombres, sus instituciones y sus leyes. Imprenta Nacional. Quito - Ecuador, 1906 - 465 p.

### Ensayos
- Contestación. Imprenta de Pedro García. Piura, 1845.  6 p.
- Ecuador: Exposición que hace el ciudadano Pedro Moncayo a la Convención Nacional de Quito como Diputado por la Provincia de Pichincha. Impreso por Miguel Vásquez. Piura, 1850.
- Colonias agrícolas en la costa de Esmeraldas. Valparaíso, 1860. 22 p.
- Ensayo sobre la historia de la literatura ecuatoriana. Imprenta y librería del Mercurio. Valparaíso, 1861. 48 p.
- Análisis del Título 27 Libro IV del Código Civil. Impugnación de los censos. Imprenta Nacional. Santiago de Chile, 1862 - 12 p.
- Ecuador: el 10 de agosto de 1809 y el ciudadano Vicente Rocafuerte: discurso dedicado a la Unión Americana. Imprenta de la Libertad. Santiago de Chile, 1868. 17 p.
- García Moreno y sus herederos. Imprenta de El Nacional. Lima, 1876 -  21 p.
- D. Antonio y D. Ramón Borrero: su imparcialdad y su justicia. Imprenta de El Nacional. Lima, 1876 -  16 p.
- Cuestión de límites entre el Ecuador y el Perú según el Uti possidetis de 1810 y los tratados de 1829. Tercer edición. Imprenta Nacional. Quito - Ecuador, 1905 - 64 p.